# Горње Ђуђанце
Горње Ђуђанце (мкд. Горно Ѓуѓанце) је насеље у Северној Македонији, у средишњем делу државе. Горње Ђуђанце је село у саставу општине Свети Никола.

## Географија
Горње Ђуђанце је смештено у средишњем делу Северне Македоније. Од најближег града, Штипа, насеље је удаљено 30 km северозападно.
Насеље Горње Ђуђанце се налази у историјској области Овче поље. Село је смештено непосредно северно од поља, на западним падинама планине Манговице. Надморска висина насеља је приближно 590 метара.
Месна клима је умерено континентална.

## Становништво
Горње Ђуђанце је према последњем попису из 2002. године имало 3 становника.
Већинско становништво су етнички Македонци (100%). 
Претежна вероисповест месног становништва је православље.